# Korfball
A korfball (hollandul a korfbal szó kosárlabdát jelent) csapatban játszott labdajáték.
Legtöbben Hollandiában és Belgiumban űzik, de egyre inkább terjed a világ más országaiban is. A korfball a többi csapatjátéktól abban különbözik, hogy mindenképpen koedukált, vagyis fiúk és lányok együtt játsszák, ennek megfelelően egy csapat négy lányból és négy fiúból áll.

## Hogyan játsszák?
A korfballt mind szabadtéren, mind teremben szokták játszani két térfélre osztott pályán. Mindkét térfélen található egy-egy állvány (felnőtteknél 3,5 m magas, fiatalabb korosztályoknál alacsonyabb is lehet), tetején egy kosárral. Ez az állvány a pálya végétől a térfél harmadánál van felállítva. A játékhoz használt labdát speciálisan erre a sportra fejlesztették ki. Egyszerre két nyolcfős csapat játszik, melyek célja, hogy az ellenfél kosarába juttassák a labdát. A két csapat a két térfélen (támadó és védekező térfél) el van osztva, így csapatonként egy térfélen két lány és két fiú található.
Pontot a labdának a kosáron fentről lefelé történő átjuttatásával lehet szerezni. Fontos szabály, hogy a labdával sem futni, sem azt pattogtatva vezetni nem szabad, valamint, hogy a fiúk csak a fiúk, a lányok pedig csak a lányok ellen védekezhetnek. A védekezés főként úgy történik, hogy a védekező egyik kezét a másik feje fölé teszi, ha a támadó így is megpróbálja bedobni a labdát a korfba, akkor az ellenfél jön, mivel ez szabálytalan. Minden második gól után a játékosok térfelet váltanak, így a korábbi védők támadók lesznek, a támadók pedig védők. Félidőben – sok más sporthoz hasonlóan – a korfballban is a szerepek helyett a térfelek cserélődnek.

## Története
Ma úgy gondolják, hogy a korfball a kosárlabda leszármazottja a svéd rinkbollon keresztül.
A történet szerint a 20. század elején egy holland testnevelő tanár, Nico Broekhuysen egy mind lányok, mind fiúk által egyszerre játszható sportot keresett az osztálya tanítására. Végül 1902-ben svédországi újta során játszotta a rinkbollt, majd hazatérve kitalálta a korfball szabályait.
2021-ben a világ 5 kontinensén, 69 országban korfballoznak versenyszerűen.

## Korfball egyesületek Magyarországon
- 1908 SZAC Budapest[2]
- Hatvani KK
- Kékvölgy SE
- MAFC
- Óbudai KK[3]
- SZKHSE
- Újhegyi KK
- VSD
- Alternatív Közgazdasági Gimnázium - Budapest
- Bárdos Lajos Ált. Isk. - Dunakeszi
- Fóti Waldorf Iskola
- Karinthy Frigyes Gimnázium - Budapest
- Kispesti Waldorf Iskola - Budapest
- Kossuth Lajos Ált. Isk. - Hatvan
- Kőrösi Csoma Sándor Ált. Isk. - Dunakeszi
- Óbudai Waldorf Iskola - Budapest
- Pest Megyei Regionális Waldorf Gimnázium
- Pilisszentlászlói Kékvölgy Waldorf Iskola
- Szegedi Waldorf Iskola
- Széchenyi István Ált. Isk. - Dunakeszi
- Templomdombi Általános Iskola - Szentendre

## Magyar bajnokság
A magyar korfballbajnokság osztályai:
- Felnőtt: NB1, NB1/B
- Utánpótlás: U17 (junior), U15 (serdülő), U13 (gyermek)